# الکل دناتوره

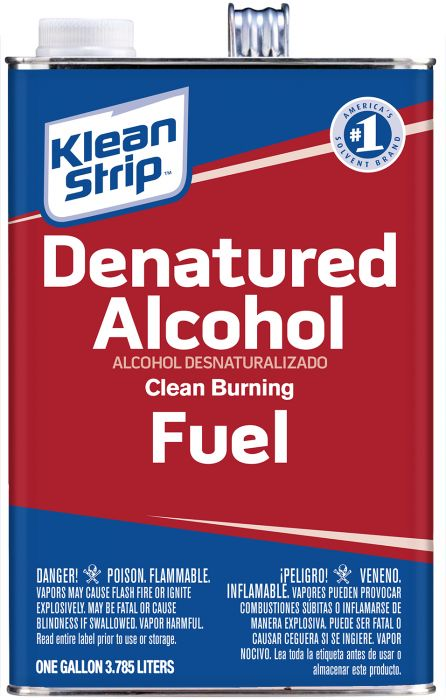
الکل دناتوره در یک گالن ۱ لیتری فلزی.

الکل دناتوره (به انگلیسی: Denatured alcohol)، اتانولی است که با اضافه کردن افزودنی‌هایی آن را سمی، بدمزه، بدبو یا تهوع آور می‌کنند تا از مصرف تفریحی آن توسط مردم خودداری شود. گاهی به آن رنگدانه‌هایی اضافه می‌شود تا به صورت چشمی نیز سمی بودن آن قابل تشخیص باشد. پیریدین و متانول، به تنهایی و با هم، باعث سمی شدن الکل دناتوره شده و دناتونیوم آن را تلخ می‌کند.
الکل دناتوره به عنوان حلال و به عنوان سوخت مشعل‌های الکلی و اجاق‌های کمپینگ استفاده می‌شود. به دلیل تنوع مصارف صنعتی الکل دناتوره شده، صدها ماده افزودنی و روش دناتوراسیون معرفی شده‌است. افزودنی اصلی معمولاً ۱۰٪ متانول (متیل الکل) است، از این رو الکل متیله نامیده می‌شود. سایر مواد افزودنی رایج شامل ایزوپروپیل الکل، استون، متیل اتیل کتون و متیل ایزوبوتیل کتون است.